# Volvo Masters 1983 - Doppio
Il doppio del torneo di tennis Volvo Masters 1983, facente parte della categoria Grand Prix, ha avuto come vincitori Peter Fleming e John McEnroe che hanno battuto in finale 6–2, 6–2 Pavel Složil e Tomáš Šmíd.

## Tabellone

### Legenda
| - Q = Qualificato - WC = Wild card - LL = Lucky loser | - ALT = Alternate - SE = Special Exempt - PR = Protected Ranking | - w/o = Walkover - r = Ritirato - d = Squalificato |

### Finali
|  | Quarti di finale                | Quarti di finale                | Quarti di finale            | Quarti di finale | Quarti di finale |  |  | Semifinali                      | Semifinali                      | Semifinali                      | Semifinali              | Semifinali              |   |   | Finale                     | Finale                     | Finale                     | Finale | Finale |  |
|  |                                 |                                 |                             |                  |                  |  |  |                                 |                                 |                                 |                         |                         |   |   |                            |                            |                            |        |        |  |
|  |                                 |                                 |                             |                  |                  |  |  | Peter Fleming John McEnroe      | Peter Fleming John McEnroe      | Peter Fleming John McEnroe      | 6                       | 6                       |   |   |                            |                            |                            |        |        |  |
|  | Mark Edmondson Sherwood Stewart | Mark Edmondson Sherwood Stewart | 5                           | 6                | 6                |  |  | Mark Edmondson Sherwood Stewart | Mark Edmondson Sherwood Stewart | Mark Edmondson Sherwood Stewart | 3                       | 4                       |   |   |                            |                            |                            |        |        |  |
|  | Carlos Kirmayr Cássio Motta     | Carlos Kirmayr Cássio Motta     | 7                           | 1                | 4                |  |  |                                 |                                 |                                 |                         |                         |   |   | Peter Fleming John McEnroe | Peter Fleming John McEnroe | Peter Fleming John McEnroe | 6      | 6      |  |
|  | Pavel Složil Tomáš Šmíd         | Pavel Složil Tomáš Šmíd         | Pavel Složil Tomáš Šmíd     | 7                | 7                |  |  |                                 |                                 | Pavel Složil Tomáš Šmíd         | Pavel Složil Tomáš Šmíd | Pavel Složil Tomáš Šmíd | 2 | 2 |                            |                            |                            |        |        |  |
|  | Tom Gullikson Tim Gullikson     | Tom Gullikson Tim Gullikson     | Tom Gullikson Tim Gullikson | 6                | 6                |  |  | Pavel Složil Tomáš Šmíd         | Pavel Složil Tomáš Šmíd         | 1                               | 7                       | 7                       |   |   |                            |                            |                            |        |        |  |
|  |                                 |                                 |                             |                  |                  |  |  | Anders Järryd Hans Simonsson    | Anders Järryd Hans Simonsson    | 6                               | 6                       | 5                       |   |   |                            |                            |                            |        |        |  |